# 金門留念
《金門留念》（英語：Remember Me）是由台灣導演洪淳修執導的一部金門縣題材的紀錄片，記錄三位出身背景不同的金門人的故事。片名來自中華民國義務役的軍裝照傳統，「金門留念」是攝影師在金門的軍裝照底片上最常見的題詞。影片主角分別為土生土長的相館老闆、娶了金門妻子的本島軍官、來自四川的金門媳婦。獲選為2022年台灣國際紀錄片影展開幕片。

## 獎項紀錄
| 類別       | 頒獎日期     | 獎項         | 入圍者／作品   | 結果 |
| 台北電影獎 | 2022年7月9日 | 最佳紀錄片   | 《金門留念》   | 提名 |
| 台北電影獎 | 2022年7月9日 | 最佳剪輯     | 洪淳修         | 提名 |
| 台北電影獎 | 2022年7月9日 | 最佳配樂     | 溫子捷、游學謙 | 提名 |
| 台北電影獎 | 2022年7月9日 | 最佳聲音設計 | 蔣震道、許嵐婷 | 提名 |